# Morgan Larson
Morgan Larson (Santa Cruz, 4 de marzo de 1971) es un deportista estadounidense que compitió en vela en la clase 49er. Ganó tres medallas de bronce en el Campeonato Mundial de 49er entre los años 1997 y 1999.

## Palmarés internacional
| \| Campeonato Mundial \| Campeonato Mundial \| Campeonato Mundial \| Campeonato Mundial \| \| Año \| Lugar \| Medalla \| Clase \| \| ------------------ \| --------------------- \| ------------------ \| ------------------ \| \| 1997 \| Perth (Australia) \| Medalla de bronce \| 49er \| \| 1998 \| Bandol (Francia) \| Medalla de bronce \| 49er \| \| 1999 \| Melbourne (Australia) \| Medalla de bronce \| 49er \| |                       |                   |       |
| Campeonato Mundial |                       |                   |       |
| Año | Lugar                 | Medalla           | Clase |
| 1997 | Perth (Australia)     | Medalla de bronce | 49er  |
| 1998 | Bandol (Francia)      | Medalla de bronce | 49er  |
| 1999 | Melbourne (Australia) | Medalla de bronce | 49er  |